# Jemielna
Jemielna est une localité polonaise de la gmina de Bierutów, située dans le powiat d'Oleśnica en voïvodie de Basse-Silésie.

## Histoire
De 1742 à 1945, Gimmel fait partie de l'arrondissement d'Œls, dans le district de Breslau au sein de la province de Silésie.